# Rue des Poissonceaux
La rue des Poissonceaux est une rue de Lille, dans le Nord, en France dans le quartier de Lille-Centre.

## Situation et accès

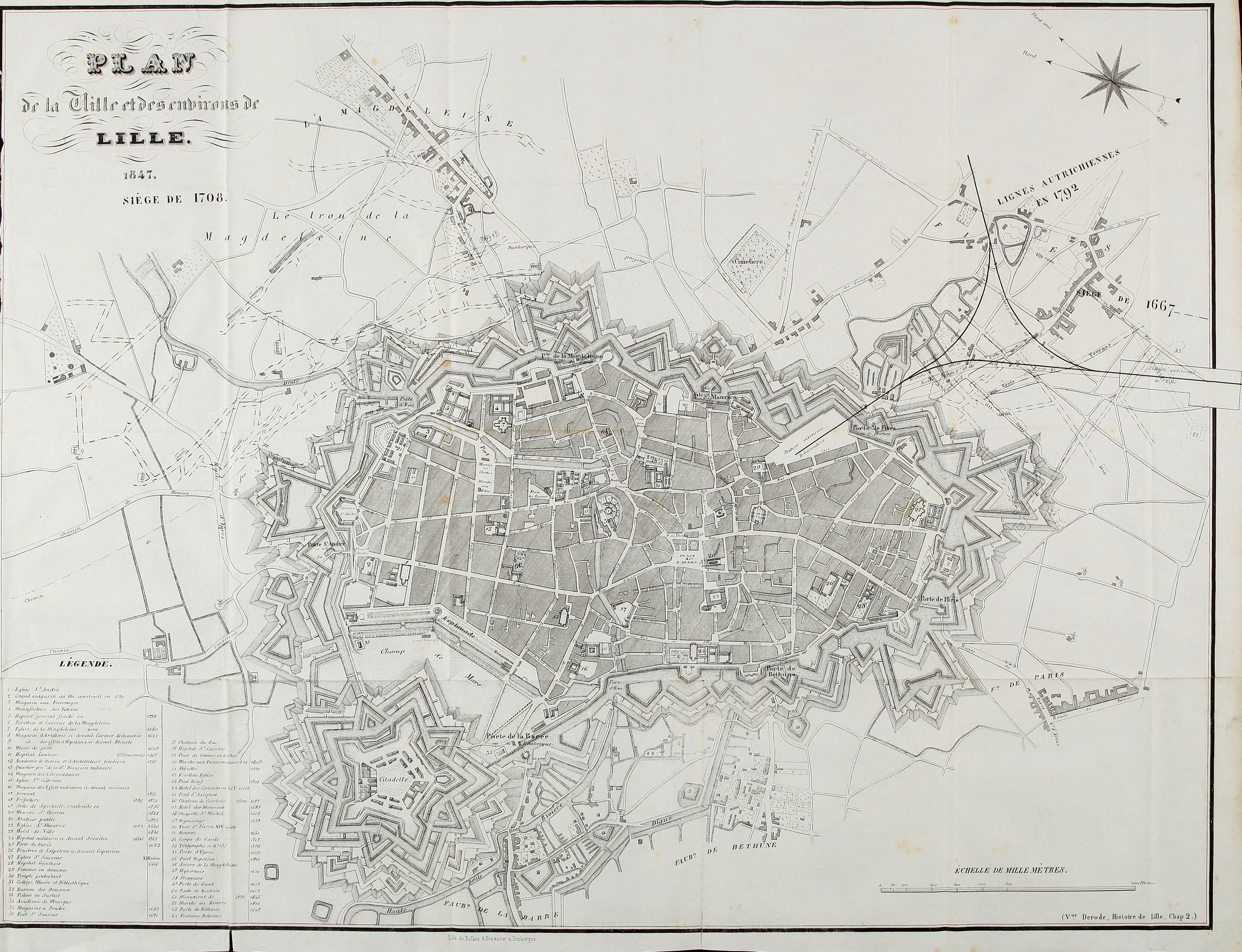
Histoire de Lille et de la Flandre wallonne (1848)

La rue des Poissonceaux se situe au départ de la rue Esquermoise pour se terminer place Maurice-Schumann. Elle est desservie par la rue de la Chambre-des-Comptes et par la rue de Pas.

## Origine du nom
Son nom évoque le canal des Poissonceaux, Poissonceaux signifiant petits-poissons, qu'elle enjambait avant sa couverture en 1877 par un pont au croisement avec l'actuelle rue de Pas.

## Historique
La rue figure sur le plan Deventer dressé vers 1560 à partir de la rue Esquermoise et se termine en impasse après le pont sur le canal des Poissonceaux. Elle est prolongée jusqu'à l'extrémité de la rue des Jésuites actuelle rue de l'hôpital-militaire après l'agrandissement de la ville en 1603. Au sud-ouest du canal, elle traverse jusqu'au début du XVIIIe siècle le jardin des Albalétriers. 
La rue est élargie une première fois en 1737 puis une seconde fois en 1768.
Durant la Révolution Française, elle prend le nom de « rue Vandamme » du nom du général français de la Révolution et de l'Empire Dominique René Vandamme.
Sur son tronçon arrivant place de l'Arsenal (actuelle Maurice Schumann) la rue longeait un Arsenal établi en 1733 jusqu'à sa destruction en 1877 pour l'aménagement de la rue Thiers sur la couverture du canal de la Baignerie et la création de la rue de la Chambre-des-Comptes.
Au XIXe siècle et au XXe siècle jusque vers 1960, la rue longeait l'îlot insalubre des Poissonceaux qui comprenait deux courées, la « cour à Soldats » et la « cour des trépassés ». Cet îlot fut rasé dans les années 1960 pour le projet du « Diplodocus », actuellement ensemble immobilier du Nouveau Siècle.

## Bâtiments remarquables et lieux de mémoire
- Le complexe du Nouveau Siècle de Lille a remplacé le projet du « Diplodocus ». C'est une propriété du Conseil régional des Hauts-de-France.
- Hôtel Petipas de Walle, ce bâtiment fait l’objet d’un inscription au titre des monuments historiques depuis le 10 février 1948 et d'un classement (façades et toitures) depuis le 2 novembre 1979[2].